# Хайк (озеро)
Хайк (амх. ሐይቅ — hāyḳ) — пресное озеро в Эфиопии, расположенное к северу от Дэссе в зоне Южный Воло в регионе Амхара. Западнее озеро расположен город Хайк.
Размеры озера: длина — 6,7 км, ширина — 6 км, площадь поверхности составляет 23 км². Максимальная глубина — 88 м, расположено на высоте 2030 метров над уровнем моря. Является одним из двух озёр вореды Тегуледере, соединено рекой Анкарка с озером Хардибо-Хайк.

## История
Согласно местной легенде, озеро было создано, чтобы отомстить за беременную женщину, которая была несправедливо обижена принцессой. Бог был очень возмущён этой несправедливостью, и в гневе обратил всю землю вокруг женщины в воду, образовав озеро и уничтожив принцессу вместе с её друзьями и семьей, а там, где сидела беременная женщина возник остров (ныне полуостров). Там в середине XIII века Иясус Моа основал Монастырь Истифанос, в котором учился будущий император, родоначальник Соломоновой династии Йэкуно Амлак.
Первым известным европейцем, посетившим берега озера, был Франсишку Алвариш, который проезжал мимо 21 сентября 1520. Он отмечал, что в озере живут бегемоты и сомы, берега засажены лимонами и апельсинами.
Незадолго до воцарения в 1606 году Сусныйос I посетил пределы озера Хайк, откуда изгнаны группу Оромо, которая находилась в непосредственной близости от Монастыря Истифанос.